# Morinda lastelliana
Morinda lastelliana är en måreväxtart som beskrevs av Henri Ernest Baillon. Morinda lastelliana ingår i släktet Morinda och familjen måreväxter. Inga underarter finns listade i Catalogue of Life.